# André Léo
André Léo, właśc. Victoire Léodile Béra (ur. 18 sierpnia 1824 w Lusignan, zm. 20 maja 1900 w Paryżu) – francuska feministka, działaczka polityczna, pisarka i dziennikarka.

## Życiorys
O wczesnym życiu André Léo niewiele wiadomo. Jej ojciec pracował w lokalnym sądownictwie, następnie był notariuszem w Champagne-Saint-Hilaire. Przyszła feministka miała siedmioro rodzeństwa. Otrzymała staranne wykształcenie i dość wcześnie zaczęła interesować się radykalnymi ideami. Nie jest jasne, jaką rolę odegrała w wydarzeniach 1848 roku, jednak musiała być wówczas związana z republikanami, gdyż w 1851, po zamachu stanu w 1851 była zmuszona uciekać do Szwajcarii. W Lozannie wyszła za mąż za utopijnego socjalistę Pierre’a Champseixa, redaktora gazety Le Peuple (Lud) wydawanej w Limoges). Dwa lata później urodziła synów André i Léo, których imiona stworzyły pseudonim, jakim odtąd posługiwała się. Rodzina wróciła do Francji dopiero po amnestii z 1860 i osiadła na stałe w stolicy.
O swoich książkach André Léo zyskała już wtedy pierwsze pozytywne recenzje, w których była porównywana m.in. do George Sand. W 1863, po śmierci męża, utrzymywała się już całkowicie z własnej pracy pisarskiej i coraz aktywniej włączała się w działalność półlegalnych stowarzyszeń socjalistycznych i feministycznych. Była członkinią I Międzynarodówki, której hasła emancypacji robotników uważała za ważne uzupełnienie swojego światopoglądu feministycznego. Należała do zespołu redaktorów pisma Egalité związanego z tą organizacją, w którym przedstawiała swoje poglądy o mnogości dróg wiodących do socjalizmu oraz o związkach walki robotników z walką kobiet. Podobnie jak Flora Tristan, której twórczość niejednokrotnie była inspiracją dla André Léo, szczególnie zwracała uwagę na sytuację robotnic. Wielokrotnie polemizowała w tym zakresie z silnymi we francuskiej sekcji Międzynarodówki proudhonistami, którzy byli nieprzychylnie nastawieni do politycznej aktywności kobiet.
Wzięła udział w powstaniu, które ostatecznie obaliło II Cesarstwo Francuskie, a następnie była działaczką Komuny Paryskiej. W krwawym tygodniu walczyła na barykadach w Batignolles. Udało jej się opuścić stolicę przez ostatecznym zdławieniem Komuny przez wersalczyków i uciec do Bazylei. Pozostawała czynną publicystką, krytykowała poczynania rządu III Republiki Francuskiej, krwawe represje wobec komunardów, następnie skupiła się na kwestiach organizacji partii socjalistycznej oraz wewnętrznych dyskusjach ideowych wśród francuskich socjalistów. W 1873 wyszła po raz drugi za mąż, za komunarda Benoît Malona.

## Twórczość
André Léo pisała głównie powieści społecznie zaangażowane, w których poruszała problematykę niesprawiedliwości względem kobiet, ich niskiej pozycji społecznej i panujących stereotypów zachowań. Wiele miejsca poświęcała problemowi posagu, staropanieństwa, małżeństwa dla pieniędzy oraz rozwodu. Utwory te wynikały z mniej lub bardziej starannych studiów nad sytuacją kobiet w różnych regionach Francji, a w późniejszym okresie działalności także za granicą. André Léo utrwalała również w swoich dziełach obraz wsi francuskiej przed industrializacją, kontrastowała znikające zwyczaje ludowe z przyniesionymi przez rozwój przemysłu wzorcami. Dokonywała przy tym daleko idącej idealizacji środowiska wiejskiego.

## Dzieła
- La Vieille Fille, 1851
- Un mariage scandaleux, 1862
- Les deux filles de M. Plichon, 1863
- cykl artykułów La femme et les mœurs (1860)